# Ayumu Sasaki
Ayumu Sasaki - em japonês, 佐々木 歩夢 Sasaki Ayumu (Yokosuka, 4 de outubro de 2000) é um motociclista japonês. Atualmente disputa o Campeonato Mundial de Motovelocidade (Moto3) pela Red Bull KTM Tech 3.

## Carreira
Sasaki, que terminou em 3º lugar na temporada 2015 da Red Bull MotoGP Rookies Cup, foi campeão da categoria no ano seguinte. Ainda em 2016, disputou o GP da Malásia (sua primeira prova na Moto3) pela Gresini Racing, onde abandonou após se envolver num acidente junto com outros 5 pilotos (Jorge Martín, Juan Francisco Guevara, Adam Norrodin, Philipp Öttl e Arón Canet).
Na sua primeira temporada completa na divisão menor da MotoGP, representou a SIC Racing Team em 18 provas, obtendo um 7º lugar na Austrália como seu melhor resultado. Em 2018, pela Petronas Sprinta Racing, aumentou sua pontuação na classificação geral (50 pontos), embora tivesse repetido o 20º lugar conquistado em 2017. Não participou do GP de Aragão, porém sua equipe não encontrou um substituto.
Em 2019, Sasaki conquistou sua primeira pole-position na Moto3 no GP da Alemanha, chegando em 9º lugar - na Argentina, ele já havia obtido seu primeiro top-5 ao terminar na quinta posição.
Para a temporada 2020, assinou com a Red Bull KTM Tech 3.